# Arapu
Arapu  este o veche familie nobiliară din Moldova.
Un anume Arapu este menționat de documente în jurul anului 1740 cînd este ridicat la rangul de boier. (cf. Constandin Sion, în volumul său „Arhondologia Moldovei“, Iași 1892)
 Acest articol despre un subiect legat de  istoria României este deocamdată un ciot. Puteți ajuta Wikipedia prin completarea sa.